# Edward Robert Tregear

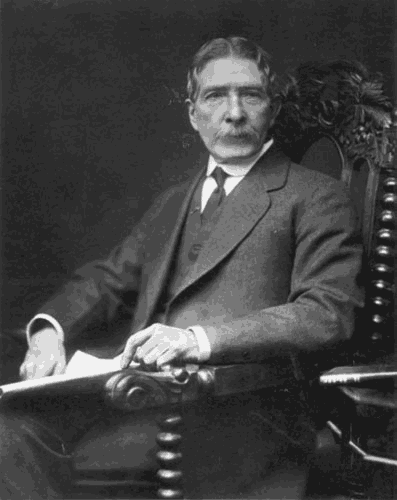

Edward Robert Tregear (Southampton, 1 de maio de 1846 - 28 de outubro de 1931) foi um funcionário público e intelectual anglo-neozelandês. Ele é considerado como um arquiteto das reformas sociais avançadas que atraíram a atenção do mundo para a Nova Zelândia. Ele foi um escritor prolífico em uma variedade de gêneros diferentes, incluindo poesia, sátira, e contos de fadas para crianças, além de antropologia e sociologia. Embora sua teoria da origem ariana dos maoris tenha sido profundamente rejeitada, seu trabalho linguístico tem provado ser mais durável. "Tregear estava entre os mais prolíficos e polêmicos intelectuais do país além de seus estudos sobre polinésia, ele produziu periódicos e artigos de jornais e palestras públicas sobre religião, filologia, mitologia, literatura, ciência, economia, mulheres, filosofia, história antiga, política. De fato quase todo o espectro da história humana" (Howe 2006).